# 9M14 (ミサイル)
9M14 マリュートカ（ロシア語：9М14 «Малюткаヂェーヴャチ・エーム・チトィーリナッツァチ）は、ソ連で開発された対戦車ミサイルである。北大西洋条約機構（NATO）の使用したNATOコードネームでは、AT-3 サガー（Sagger：匣鉢の意）と呼ばれた。
誘導装置などを含むシステム全体の名称は、9K11（9К11ヂェーヴャチ・カー・アジンナッツァッチ）である。
とても小型なミサイルであり、"マリュートカ"（малютка）（ロシア語で「赤ちゃん、ちびっ子、ちいさなもの」の意）、という愛称がついている。

## 概要
対戦車ミサイルの第1世代にあたり、射手が照準器を覗きながらジョイスティックで有線誘導するタイプである。基本型は成形炸薬（HEAT）弾頭を装備し、400mmの均質圧延鋼装甲板を貫通することが可能である。基本型は歩兵の対戦車ミサイル班向け装備であり、BMP-1歩兵戦闘車やBMD-1空挺戦闘車、BRDM-2などの装甲偵察車両にも搭載可能である。また、ランチャーを介してMi-2、Mi-8、Mi-24Dなど、各種ヘリコプターにも搭載された。
9M14 マリュートカは、歩兵が携行する際には9P111運搬ケースを使用する。このケースはグラスファイバー製で、スーツケースのような形状をしており、ミサイルは翼を折り畳み、弾頭を外した状態で格納する。
発射準備時には人間の手でケースからミサイルを取り出し、翼を展開して弾頭を取り付けたのちにミサイル後端部に誘導信号伝達用の細い三本線をよった導線を取り付ける。ケースは上面に発射レールを取り付けることでミサイルランチャーとしても使用されるが、発射直後に地面や障害物にぶつかるのを防ぐためにやや仰角をつけた状態で打ち出されるので、発射地点から500-800m以内では誘導ができない。
ミサイルの誘導は9S415誘導装置のジョイスティックを操作することで行われる。誘導装置はミサイルランチャーから最大15m離れた場所に設置される。ミサイルの最大射程は3,000mであり、1,000m以内の標的を狙う場合は肉眼照準でも構わないが、それ以上の距離の標的を狙う場合は9S415誘導装置に取り付けられた倍率8倍の9Sh16潜望鏡型照準鏡を使用する必要があった。

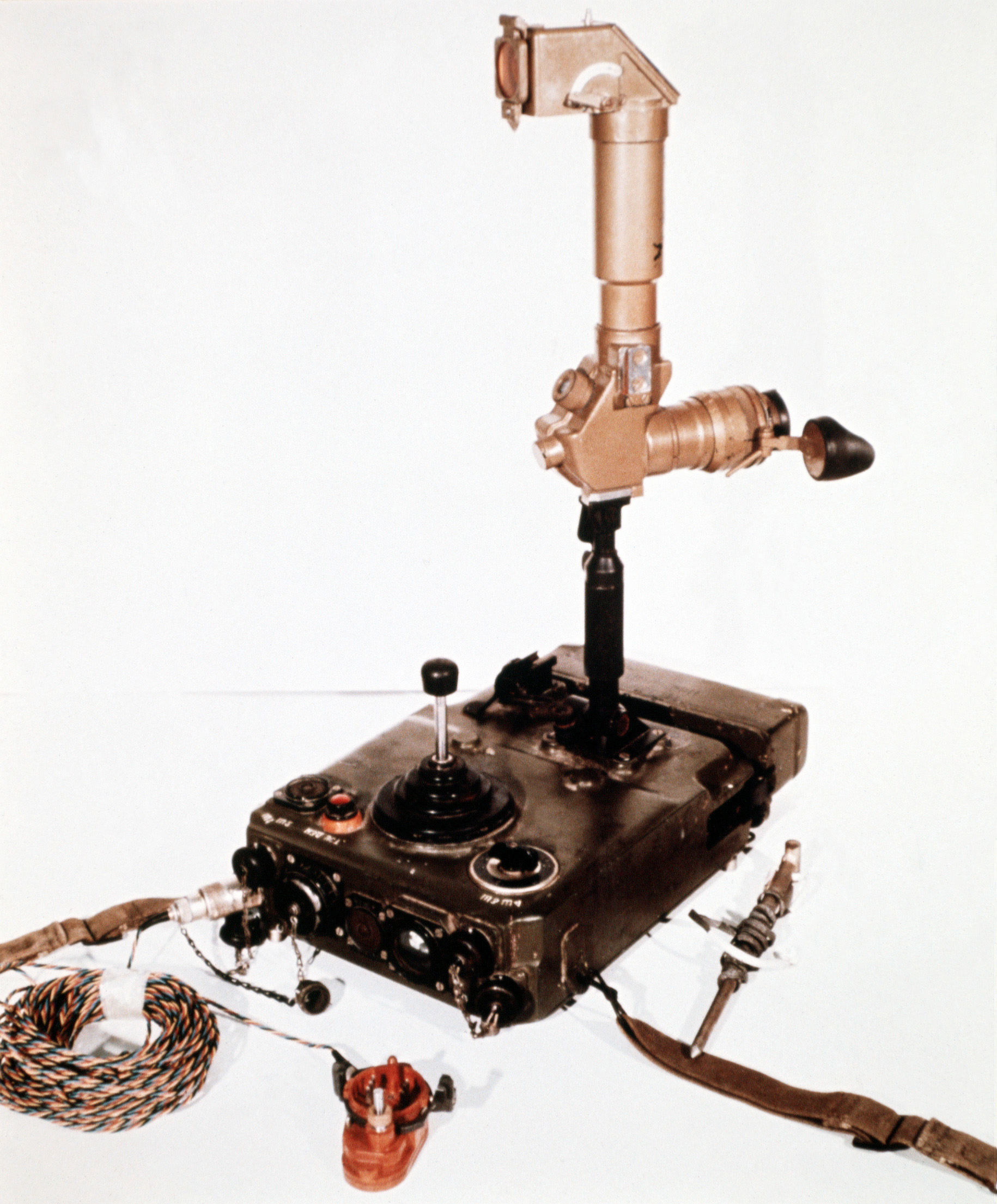
9Sh16照準器を装着した、9S415誘導装置

9K11 システムの欠点の一つには、特に近距離におけるミサイルの左右の射程範囲の狭さがあげられる。最大射程3kmでは射角はランチャーの左右中心線から左右45°にまで達するが、1,500mでは左右500mずつにまで射角が狭まり、500mでは左右50mにまで射角が狭まる。さらに、9K11 システムではランチャーと照準器が別々に分離されているため、想定外の方角から現れた敵に対処するためには、照準器だけでなくランチャーも別の人間が方角を合わせる必要があった（後の世代のSACLOS誘導方式やセミアクティブ・レーザーホーミング式の対戦車ミサイルでは照準器ユニットにミサイルチューブを取り付けて擬似的に一つのユニットにまとめており、発射前に同時に左右に旋回できるようにすることで解決している）。
この他にも、命中率の低さやミサイルの飛翔速度が低い（初期型では、最大射程の3,000mまで飛翔するのに30秒もかかる）ために、標的の戦車が何らかの対処（丘や建物、森林などの障害物の陰に退避する、煙幕を張って戦車もしくは飛翔するミサイルを射手の目から隠す、ミサイルが発射されたと思われるおおよその方角に向けて主砲や機関銃を撃って射手の誘導操作を妨げる、など）を行う時間的余裕を与えてしまうなどの欠点も指摘されているが、これらはMCLOS誘導方式を採用したほかの第1世代型対戦車ミサイルに共通するものである。
このため、改良型の9M14P型からは誘導方式をMCLOSからSACLOSに改め、より高速で飛翔可能なようにもっと強力なロケットモーターを搭載するようになった。
現在では旧式化しているが、途上国では使用され続けており、コピー生産もされている。

## 運用
9K11 システムは、BTRを装備した自動車化狙撃兵大隊の対戦車小隊に配備される。同小隊は2個分隊で編成され、1個分隊は2個班で構成される。また、9M14 マリュートカの最小射程（500-800m）よりも内側に入り込んだ敵の装甲戦闘車両を撃破するために、各対戦車班ごとに1基のRPG-7とその射手が配備されていた。
また、BMP-1やBMD-1には必ず9M14 マリュートカが装備されていたため、これを装備している部隊では1個分隊につき1個班が存在しているのと同じであった。
初めて9M14 マリュートカが使用されたのはベトナム戦争である。1972年4月23日に北ベトナム軍が自軍に攻撃を仕掛けた南ベトナム陸軍を迎え撃つのに使用し、同軍のM48パットン中戦車とM113装甲兵員輸送車をそれぞれ1輌ずつ撃破し、2輌のM113に損傷を負わせた。
南ベトナム軍の装甲戦闘車両は、9M14対策として発射を確認すると直ちに発射地点から左右15m以内の地域を手持ちの火器全てを使って掃射し、誘導要員の動揺を誘い誘導に失敗するように仕向ける戦術で対抗したが、後のイスラエル軍のように車輌そのものの防御力を強化する方向での対策は行われなかった。
9M14 マリュートカが西側世界から一躍脚光を浴びて注目を集めるようになったのは、1973年の第四次中東戦争である。ソ連から兵器を導入していたエジプトとシリア、特にエジプト軍がこの戦いにおいて使用し、RPG-7と共にイスラエル軍の戦車部隊に対して多大な戦果をあげた。
第三次中東戦争時代のアラブの対戦車兵器の主力であった対戦車砲は、偽装のために深い塹壕を掘る必要があり、方向転換が困難であったためイスラエル戦車部隊の機動性や連携についていけないことが多かったが、9M14やRPG-7は砂漠によくある砂丘を利用して戦車の視界から隠れることが可能であり、方向転換も対戦車砲に比べれば容易であったため、イスラエル戦車隊の攻撃に柔軟に対処できた。
この戦争の戦訓から、イスラエル軍は歩兵や砲兵との連携を再び強化するようになる。また、メルカバの設計に徹底した防御力重視の思想をはっきりと打ち出すと共に、既存の戦車の防御力強化の手段として爆発反応装甲（ブレイザー ERA）やケージ装甲（スラットアーマー）を実用化するなどのHEAT弾対策を急速に推し進めていくことになる。
より能力の高いミサイルが開発され、ソ連での生産はそちらへ移行していったものの、9M14 マリュートカは世界各国で生産され続けた。エジプトから入手した中国をはじめ、スロベニア、イラン、北朝鮮、台湾では、コピー型のほか独自の改良型も生産された。ロシア連邦でも改良型が開発されている。ワルシャワ条約機構のほかアラブ諸国など世界各地で使用されたため、東側対戦車ミサイルの中ではもっとも知られたミサイルとなった。
第二次レバノン侵攻でも、ヒズボラが9M14 マリュートカをより新しい対戦車ミサイルと混ぜて使用した。最新の戦車に対しては性能が不足しているもののなおも有効であると考えられているが、それにもまして陣地に対する攻撃で威力を発揮した。

## バリエーション
ソビエト連邦の傘下にあった旧東側陣営の国々や中東諸国か運用していることが多いが、西側陣営で唯一台湾が独自の生産型を装備していたことがある。(BGM-71 TOWの配備に伴い退役)
 ソビエト連邦/ ロシア
9M14 マリュートカ（NATOコードネーム：AT-3A サガーA）
有線MCLOS誘導式の初期型。1963年に制式採用。
9M14M マリュートカ-M（NATOコードネーム：AT-3B サガーB）
有線MCLOS誘導式。ロケットモーターを改良し、飛翔速度を向上させた。1973年に制式採用。重量11kg、最大射程3km。
9M14P マリュートカ-P（NATOコードネーム：AT-3C サガーC）
誘導方式を有線SACLOSに変更。
9M14P
460mmの均質圧延鋼装甲を貫通可能な改良型弾頭を搭載。1969年に制式採用。
9M14P1
520mmの均質圧延鋼装甲を貫通可能なように弾頭を強化。爆発反応装甲対策用のプローブを先端部に装備。
9M14MP1
9M14MP2
9M14-2 マリュートカ-2（NATOコードネーム：AT-3D サガーD）
ロシア連邦製の改良型で、1990年代に開発。誘導方式は有線SACLOSで、重量は13kgに増大したがロケットモーターの改良により飛翔速度は130m/秒にまで向上。
9M14-2 マリュートカ-2
弾頭は重量3.5kgの成形炸薬弾で、800mmの均質圧延鋼装甲を貫通可能。1992年に制式採用。重量12.5kg。
9M14-2M マリュートカ-2M
爆発反応装甲対策として、弾頭を重量4.2kgのタンデム成形炸薬弾に変更。飛翔速度は120m/秒。
9M14-2P マリュートカ-2P
9M14-2F マリュートカ-2F
対人・対非装甲目標用に、弾頭を重量3.0kgのサーモバリック爆薬に変更。
9M14P-2F
9M14-2T マリュートカ-2T
弾頭は重量4.2kgのタンデム成形炸薬弾で、1,000mmの均質圧延鋼装甲を貫通可能なほか爆発反応装甲に対する耐性も向上している。重量13.7kg、飛翔速度120m/秒。
 スロベニア
POLK
スロベニアで開発された9M14Pの発展型。
 イラン
RAAD
イランでの生産型。
RAAD-T
爆発反応装甲（ERA）への有効性を高めた改良型。
 北朝鮮
수성포（Susong-Po）
 中国
HJ-73A（紅箭73/红箭73/Hongjian-73A）
1979年に部隊配備された、中国での生産型。誘導方式は有線MCLOS。9M14のコピー。
HJ-73B
従来の有線MCLOS方式に加えて有線SACLOSでの誘導方式を採用した。性能は9M14Pと同等あるいはそれ以上の能力と言われている。
HJ-73C
従来の有線MCLOS方式を廃止し、有線SACLOS方式の運用のみに変更。弾頭先端部に爆発反応装甲対策用のプローブを装着。
HJ-73D
輸出用。ERAへの対策で弾頭をタンデム式にしたことが特徴。9M14-2Mと同等の能力を有していると言われている。
HJ-73E
照準装置の性能を向上し、照準手の負担を減らした。弾頭はHJ-73Dで採用されたタンデム弾頭を改良したものにし、1,000mmの均質圧延鋼装甲を貫通する能力を持つ。
 台湾
昆吾1/Kuen Wu 1
台湾での生産型。

## 運用国

### 現役
- アゼルバイジャン
  - アゼルバイジャン陸軍 - 2024年時点で9K11を保有[2]。
- ブルガリア
  - ブルガリア陸軍 - 2024年時点で9K11を保管中[3]。
- クロアチア
  - クロアチア陸軍 - 2024年時点で9K11を保有[4]。
- エジプト
  - エジプト陸軍 - 2024年時点で9K11とHJ-73を保有[5]。
- キルギス
  - キルギス陸軍 - 2023年時点で9K11を保有[6]。
- モロッコ
  - モロッコ陸軍 - 2024年時点で9K11を保有[7]。
- トルクメニスタン
  - トルクメニスタン陸軍 - 2024年時点で、9K11と9P122を保有[8]。
- ウズベキスタン
  - ウズベキスタン陸軍 - 2023年時点で9K11を保有[9]。